# Куні но сацуті но мікото

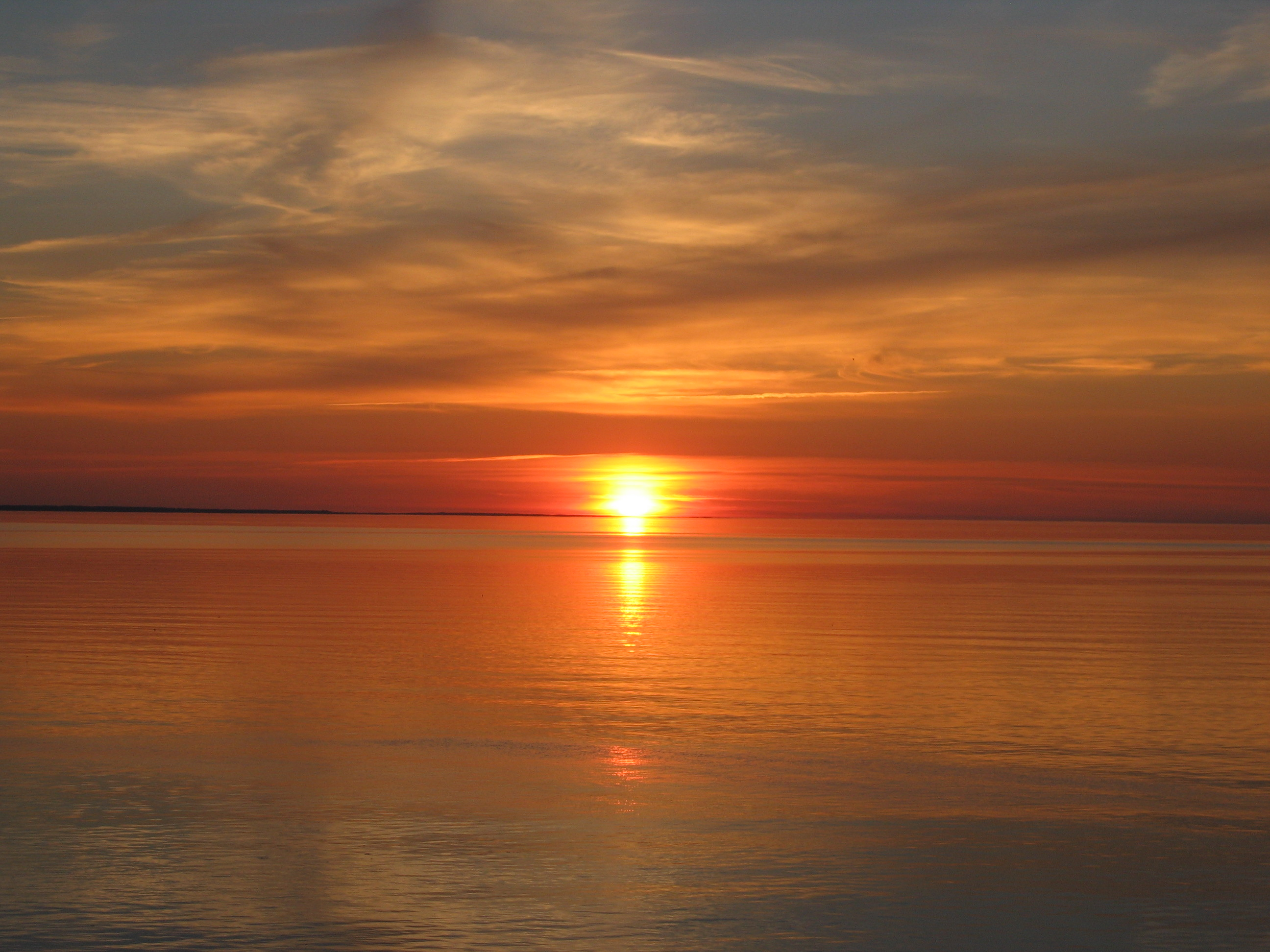
...спочатку виникло Небо, а потім встановилася Земля. Після цього між ними народилися боги...

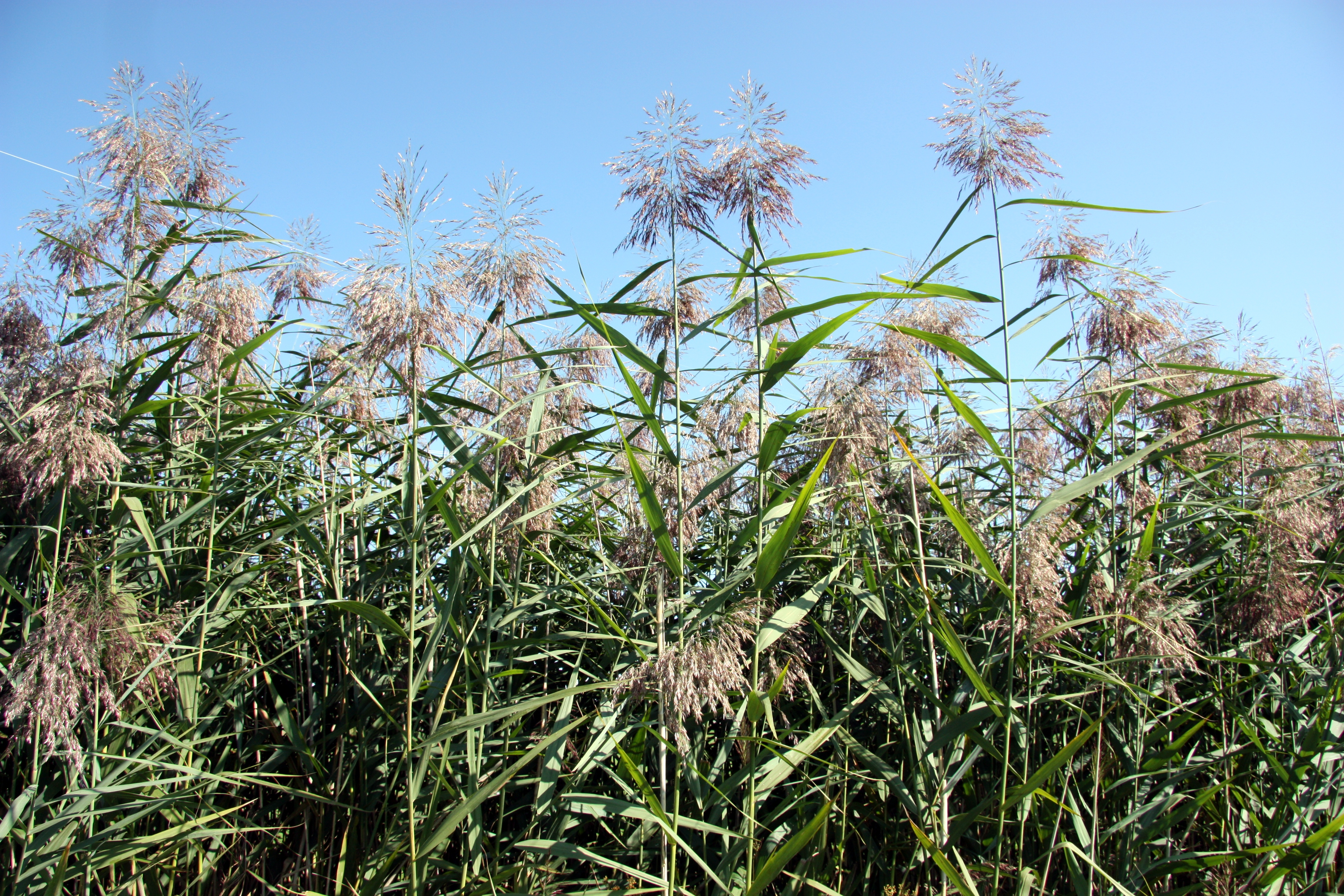
...І тоді між Небом і Землею народилося дещо. За формою воно нагадувало паросток очерету...

Куні но сацуті но мікото (яп. 国狭槌尊, くにのさつちのみこと, «Господар, країни молодої землі») або Куні но сататі но мікото (яп. 国狭立尊, くにのさたちのみこと, «Господар, що стоїть в країні священного рису») — синтоїстське божество чоловічої статі. Згідно з «Анналами Японії» другий з трійці богів, що з'явилися на початку сотворення світу.

## Короткі відомості
Перший сувій «Анналів Японії» описує появу божества так:
|  | В давнину, коли Небо і Земля не були розрізані, а Світло та Темрява не були розділені, [всесвітня] суміш походила на куряче яйце, була неясною і мала в собі паросток. І ось, чиста і світла [частина] витягнулася, розтягнулася і стала Небом, а важка і тьмяна [частина] утрималась, застрягла і стала Землею. [Оскільки] з'єднання тонкого і досконалого відбувається легко, а згущення важкого і тьмяного — важко. Тому спочатку виникло Небо, а потім встановилася Земля. Після цього між ними народилися боги. Кажуть, що на початку розділення [Неба і Землі], суходіл плавав і рухався як риба, що грається на поверхні води. І тоді між Небом і Землею народилося дещо. За формою воно нагадувало паросток очерету. І обернулося воно божеством. Звали його Куні но токотаті но мікото. Потім [з'явився] Куні но сацуті но мікото. Потім — Тойо кумуну но мікото. Всього три божества. Шлях Неба змінювався сам собою. Тому ці [божества] стали справжніми чоловіками.Оригінальний текст (яп.) 古天地未剖。陰陽不分。渾沌如鶏子。溟涬而含牙。及其清陽者薄靡而爲天。重濁者淹滯而爲地。精妙之合搏易。重濁之凝場難。故天先成而地後定。然後神聖生其中焉。故曰。開闢之初。洲壞浮漂。譬猶游魚之浮水上也。于時天地之中生一物。状如葦牙。便化爲神。號國常立尊。次國狹槌尊。次豐斟渟尊。凡三神矣。乾道獨化。所以成此純男。 |